# Jacques Villeneuve
Jacques Joseph Charles Villeneuve (St-Jean-sur-Richelieu, Quebec, 9 d'abril de 1971) va ser un pilot de Fórmula 1 quebequès i en va guanyar el campionat l'any 1997. També va guanyar el campionat de la Champcar i el d'Indianàpolis 500, de manera que és dels pocs pilots que ha aconseguit aquestes tres victòries. Els altres són Emerson Fittipaldi i Mario Andretti.

## Inicis
La seva mare és la Joann Villeneuve i el seu pare és en Gilles Villeneuve, també pilot de Fórmula 1 que va morir en un accident a les proves de classificació del Gran Premi de Bèlgica del 1982, quan Jacques tenia 11 anys. Un dels seus oncles, que també es diu Jacques Villeneuve, va ser pilot de curses als Estats Units i al Canadà i va guanyar una prova d'Indycar. Seguint les passes dels seus familiars, Jacques va començar a competir en la Fórmula 4 italiana enter els anys 1989 i 1991.
El 1992, va participar en la Fórmula 3000 (Super Fórmula 3000) japonesa, on va aconseguir tres victòries i el subcampionat. L'any següent, va passar-se a la sèrie nord-americana Toyota Atlantic, on va guanyar cinc proves. La seva arribada a les Champcars va ser el 1994, temporada en què va ser declarat novell de l'any gràcies a una sèrie de bons resultats, que inclouen una victòria a Elkhart Lake, Wisconsin. L'any 1995, Villeneuve va guanyar les 500 milles d'Indianàpolis, tot i ser penalitzat amb dues voltes de més, i aquesta victòria el va ajudar a obtenir el títol de la categoria.

## Debut a la Fórmula 1
Com a resultat del seu èxit a les curses dels Estats Units, Villeneuve va cridar l'atenció de Frank Williams, qui li va fer una prova el 1995 amb l'objectiu de contractar-lo. Villeneuve el va impressionar i el 1996 va passar a formar part de l'equip de Williams a la Fórmula 1. El seu debut va ser espectacular, ja que va esdevenir el segon pilot de Fórmula 1 en aconseguir la pole position i una posició al podi al Gran Premi d'Austràlia. Va liderar la cursa fins que una pèrdua d'oli i les ordres de l'equip el van obligar a disminuir el ritme, fet que va provocar que el seu company d'equip, Damon Hill, el passés i el deixés en segona posició. Aquell any va guanyar quatre curses, va pujar onze vegades al podi i va acabar amb 78 punts; uns resultats que, com a rookie encara conserva avui dia. Va aconseguir la seva primera victòria al Gran Premi d'Europa del 1996, al Nürburgring, on va derrotar el campió del món Michael Schumacher. Va acabar la temporada en segona posició, darrere de Damon Hill que va aconseguir el títol de campió al Gran Premi del Japó el 1996 a Suzuka. En aquella cursa, Villeneuve va patir un espectacular accident que li va fer perdre tota esperança per aconseguir el títol. Tot i així, les seves victòries van ajudar a l'escuderia Williams a guanyar el mundial de constructors de 1996 amb 100 punts.
Amb la marxa de Hill a Arrows el 1997, Villeneuve va passar a ser el pilot nombre 1 de Williams, amb Heinz-Harald Frentzen com a company d'equip. A la seva segona temporada a la Fórmula 1 va esdevenir campió del món amb set victòries, deu poles, vuit podis i 81 punts en derrotar Michael Schumacher en l'última cursa de l'any al Gran Premi d'Europa a Xerès. Aquell any, Williams també va guanyar el campionat de constructors.
L'any següent, després de l'obtenció del títol, la carrera de Villeneuve va patir una sotragada. Conduïa un Williams impulsat per motors Mecachrome, però no va obtenir cap victòria en tota la temporada.

## Actuació a BAR
El 1999, Villeneuve va passar a formar part de la nova escuderia British American Racing (BAR), de la qual Craig Pollock, el seu mànager, n'era un dels fundadors i accionistes. Tot i les expectatives que tenien en el nou equip, BAR no va tenir una temporada gaire bona, ja que no va poder aconseguir cap punt en tota la temporada. Villeneuve va formar part de l'escuderia durant cinc temporades més i la millor posició que va aconseguir va ser un setè lloc. L'equip es caracteritzava per les nombroses errades mecàniques en els seus cotxes i Villeneuve va rebre nombroses crítiques el 2003 per ser constantment superat pel seu jove company d'equip Jenson Button.
El 2001, Olivier Panis va ocupar el segon seient de l'escuderia al lloc de Button. Amb el canvi de company, Villeneuve va aconseguir millors resultats, dues terceres posicions a Barcelona i Hockenheim. Tot i així, la temporada va empitjorar quan Villeneuve es va veure involucrat en un tràgic accident a Melbourne en què va morir un comissari.
Vers la fi de l'any 2001 hi va haver un canvi en la direcció de l'escuderia. L'amic i mànager de Villeneuve va ser substituït per David Richards. A partir de llavors, Villeneuve es va començar a sentir menys còmode a l'equip. El 2002 va ser un any força dolent per Villeneuve. No va aconseguir guanyar cap punt fins a la meitat de la temporada, en què va quedar en quarta posició a Silverstone, que va ser el seu millor resultat d'aquell any.
L'any 2003 tampoc va ser gaire bo per Villeneuve, ja que el seu company d'equip, Jenson Button, acabava les curses en més bona posició que ell. A causa d'això i de les nombroses discussions que Villeneuve va mantenir amb el David Richards, l'any 2004 va ser reemplaçat per Takuma Sato.
Des del 1996 fins al 2003, Jacques Villeneuve va competir en 131 Grands Prix, amb un total d'onze curses guanyades i tretze poles.

## La reaparició
Després de quedar-se sense equip per la temporada 2004, Villeneuve es va prendre un any sabàtic abans de fer la seva reaparició a la Fórmula 1. Durant aquest any, es va continuar entrenant i va participar en el Goodwood Festival of Speed (El Festival de Velocitat de Goodwood) on va conduir el Ferrari del seu difunt pare. Al setembre, Villeneuve va retornar a la F1, i va participar les tres últimes curses de la temporada al volant d'un Renault al lloc de Jarno Trulli. Pel 2005, Villeneuve va firmar un contracte de dos anys amb Sauber. Al seu debut al Gran Premi d'Austràlia va destacar per aconseguir la quarta posició a l'engraellat de sortida, tot i que a les tres curses següents va esdevenir el cotxe més lent amb neumàtics Michelin i van començar a córrer rumors sobre la seva futura substitució. Finalment, només van ser rumors i al Gran Premi d'Imola, Villeneuve va aconseguir els primers punts de la temporada. Al Gran Premi de Mónaco, Villeneuve es va veure involucrat en un incident al voler avançar el seu company d'equip Felipe Massa que va acabar amb els dos cotxes fora de cursa. Cap al final de la temporada, Villeneuve va millorar la seva posíció en aconseguir més punts en les curses següents. Després d'un període d'incertesa, a la darreria de 2005, BMW va confirmar que Villeneuve continuaria corrent per BMW Sauber a la temporada 2006.
Després de les primeres curses de la temporada 2006, tan Villeneuve com el seu company d'equip, Nick Heidfeld, estaven igualats en rendiment. Després de xocar a Hockenheim, BMW va oferir al pilot de proves Robert Kubica córrer en el lloc de Villeneuve en el Gran Premi d'Hongria. Malgrat les males condicions atmosfèriques, Kubica va acabar en setena posició, tot i que després va ser desqualificat perquè el pes del seu cotxe no assolia els mínims requerits.
Al cap d'uns dies BMW i Villeneuve van anunciar la seva separació professional. En una entrevista amb la revista Autosport, el mànager de Villeneuve, Craig Pollock, va confirmar que el canadenc ha deixat la F1 i que actualment està vinculat amb la fórmula NASCAR.

## Vida personal
Quan no està corrent, Jacques Villeneuve viu a Villars-sur-Ollon, a Suïssa, tot i que manté la nacionalitat canadenca. El 1995 Villeneuve va ser dels primers a entrar al Mur de la Fama del Canadà i el 1997 va ser nomenat Atleta de l'any canadenc. El 1998 va ser nomenat Oficial de l'Ordre Nacional del Quebec. El 2001 va fer una breu aparició en la pel·lícula de Sylvester Stallone Driven, com a pilot de cotxe.
Pel que fa al terreny relacional, al final del 1990, es va emparellar amb la cantant australiana Dannii Minogue i amb la ballarina americana Ellie Green. Finalment, el 29 de maig de 2006, es va casar amb la francesa Johanna Martinez en una cerimònia civil a Suïssa. Després de la cerimònia, la parella va anunciar que estaven esperant un fill pel mes d'octubre.
Jacques Villeneuve és el propietari d'un local nocturn i d'un restaurant a Montreal anomenat «Newton», en relació amb la traducció anglesa del seu cognom: Ville=town (ciutat) i Neuve=new (nou). El restaurant està situat a Crescent Street, un dels centres nocturns més famosos de la ciutat.

## Música
Després de sortir amb la cantant Dannii Minogue, Villeneuve ha demostrat tenir cert interès per la música. Al passat Gran Premi de Montreal, va treure al mercat un primer senzill titulat «Accepterais Tu», una cançó en francès amb una lletra que s'adequava a la seva situació personal, ja que li demanava a la seva estimada si es volia casar.

## Resultats en la F1
- 1996 — Williams-Renault — 4 victòries, 78 punts (posició: 2n)
- 1997 — Williams-Renault — 7 victòries, 81 punts (Campió del món)
- 1998 — Williams-Mecachrome — 0 victòries, 21 punts (posició: 5è)
- 1999 — BAR-Supertec — 0 victòries, 0 punts (posició: 21è)
- 2000 — BAR-Honda — 0 victòries, 17 punts (posició: 7è)
- 2001 — BAR-Honda — 0 victòries, 12 punts (posició: 8è)
- 2002 — BAR-Honda — 0 victòries, 4 punts (posició: 12è)
- 2003 — BAR-Honda — 0 victòries, 6 punts (posició: 16è)
- 2004 — Renault — 0 victòries, 0 punts (posició: 22è)
- 2005 — Sauber-Petronas — 0 victòries, 9 punts (posició: 14è)
- 2006 — BMW Sauber — 0 victòries, 7 punts (no va acabar la temporada.)

| Precedit per: Damon Hill | Campió del món de Fórmula 1 1997 | Succeït per: Mika Häkkinen |